# Drum Mountains (метеорит)
Drum Mountains — железный метеорит. Упал в Юте, США.

## Обстоятельства обнаружения
Был обнаружен 24 сентября 1944 года американцами японского происхождения Ёсио Нисимото и Акио Удзихарой, интернированными во время Второй Мировой войны , недалеко от лагеря Топаз, где они содержались. Метеорит лежал на поверхности среди базальтовых скал, на высоте около 1500 м над уровнем моря. Небольшой образец был отправлен в Смитсоновский институт. Падение произошло за несколько сотен лет до обнаружения, кратер не образовался.

## Размеры и вид
Масса метеорита в момент обнаружения составляла около 529 кг (1164 фунта). Метеорит на момент падения был восьмым по массе метеоритом, обнаруженным в США.  Размеры: 65 см в длину, 60 см в высоту, 40 см в ширину. Метеорит имеет неправильную форму, с типичными для этого класса метеоритов вмятинами (регмаглиптами) на поверхностях, напоминающими следы пальцев, размером в несколько сантиметров. Поверхность выветрена под действием песка, переносимого ветром.

## Состав
Состоит в основном из железа с примесью никеля (8,59 %), кобальта (0,58 %) и фосфора (0,25%). Обнаружены также следы галлия (20,4 млн−1), германия (41,8 млн−1) и иридия (0,66 млн−1).

## Хранение
Основная часть (523 кг) находится в Национальном музее естественной истории, Вашингтон, США. Небольшие образцы хранятся в различных метеоритных коллекциях мира, в том числе 695 граммов в Метеоритной коллекции РАН в Институте геохимии и аналитической химии им. В. И. Вернадского РАН.